# 南宗
南宗（なんしゅう）は、中国における禅宗仏教の一派。唐代に神会が、かつての師である神秀とその弟子たちを北宗と呼んで批判し、それに対して自らの立場を南宗と称して頓悟の立場を主張したことに始まる。

## 歴史
晩年に則天武后により都に迎えられた神秀は帝室の尊崇を受け、その弟子たちも帝室の保護を受けつつ多くの官人の支持を受けていた。神会はこの僧侶たちを北宗と呼んでおおやけに非難し、洛陽の荷沢寺に入って北宗批判を続けた。神会は、真の仏法を伝えるのは自分の師である禅宗六祖の慧能であるとし、同じく六祖と尊崇される神秀を非難し、慧能が南方にて法を伝えていたことから、自らの立場を南宗と称したのである。
神会はこの活動によって一時期、政府の命により洛陽を追放されたが、755年（天宝14載）に発生した安禄山の乱にて香水銭制度に加担して洛陽に復帰した。その後、神会は精力的に布教し、これを支持する人々は増え続けていった。神会の南宗は、神会が荷沢寺に拠っていたため荷沢宗とも呼ばれ隆盛したが、神会の死後には急速に衰え、845年（会昌5年）の会昌の廃仏により北宗系統とともに歴史から消滅した。この南北両宗の確執と栄華と没落は後の禅宗に大きな影響を与え続けていくことになった。
中国禅宗においては六祖慧能の法を嗣いだ禅僧たちが活躍し、唐代から宋代にかけて五家七宗と呼ばれる主要な各派を形成して、中国仏教は大いに栄えた。慧能と南北宗論については『六祖壇経』などにより伝えられ、後代の禅僧たちは自らの系統を南宗の系統であると認識し続け今日に至っている。その意味で、荷沢宗は滅び去ったものの、南宗は現在にまで続いていると言える。

## 特徴
神会は、悟りという目標に向かって段階的に修行の階梯を登っていく禅法である「漸悟」を批判し、無明と悟り、凡夫と仏、などといった主客の二元性を超越して、禅定すなわち悟りであるとする「頓悟」の立場を主張した。これが南宗の教えの核であるが、しかし実際には神会も、坐禅を組むために体を慣らす期間が必要であることを認めるなど、極端な立場は取らなかったことが、近年の敦煌文献の研究により明らかになっている。